# Secret Secrets
Secret Secrets è il nono album in studio della cantautrice britannica Joan Armatrading, pubblicato nel 1985.

## Tracce
Side 1
1. Persona Grata – 4:44
2. Temptation – 4:03
3. Moves – 4:12
4. Talking to the Wall – 4:31
5. Love By You – 3:13

Side 2
1. Thinking Man – 4:05
2. Friends Not Lovers – 4:00
3. One Night – 4:59
4. Secret Secrets – 3:28
5. Strange – 3:52